# Slow (pesem)
»Slow« je pesem avstralske glasbenice Kylie Minogue, Dana Careyja in Emilíane Torrini z devetega glasbenega albuma, Body Language (2003). Pesem je produciral duet Sunnyroads (sestavljata ga Dan Carey in Emilíane Torrini), glasbeni kritiki pa so ji ob izidu dodelili v glavnem pozitivne ocene. Pesem je izšla kot glavni singl z albuma Body Language in ob izidu je zasedla prvo mesto na avstralski, danski, romunski in britanski glasbeni lestvici, kjer je postal sedmi singl Kylie Minogue, ki je zasedel vrh te lestvice. V Združenih državah Amerike je pesem »Slow« zasedla prvo mesto Billboardove lestvice Hot Dance Club Play. Poleg tega je pesem Kylie Minogue prislužila tretjo zaporedno nominacijo za grammyja v kategoriji za »najboljše plesno delo«; nagrado je nazadnje dobila pesem »Toxic« Britney Spears.

## Sprejem s strani kritikov
Pesmi »Slow« je večina glasbenih kritikov ob izidu dodelila pozitivne ocene. Ethan Brown iz revije New York je pesem opisal kot »podlogo« za vse pop zvezdnike s svojim »toplim, skoraj radioaktivnim elektronskim tempom.« Rob Sheffield iz revije Rolling Stone je napisal, da je pesem »Slow« »elektronska pesem, ki spominja na Princeova dela.« Adrien Begrand iz revije PopMatters je napisal, da je pesem po vsej verjetnosti njena najboljša pesem do tedaj.

## Dosežki na lestvicah
3. novembra 2003 je pesem »Slow« izšla v Združenem kraljestvu. Pesem je postala sedmi singl Kylie Minogue, ki je na britanski glasbeni lestvici debitiral na prvem mestu. Tam je deset tednov ostal med prvimi petinsedemdesetimi pesmimi na lestvici. Kljub temu, da je pesem »Slow« debitirala na prvem mestu britanske lestvice, je njena najslabše prodajana pesem na britanskem trgu, saj je tam prodala le 43.000 izvodov. Do danes ostaja tudi drugi najslabše prodajani singl v Združenem kraljestvu, ki je debitiral na prvem mestu lestvice; slabše se je prodajala le pesem »Faith« Georgea Michaela. Zunaj Združenega kraljestva je bila pesem uspešnejša. Debitirala je na prvem mestu avstralske glasbene lestvice in tako postala deveta pesem Kylie Minogue, ki je zasedla prvo mesto te lestvice. Pesem »Slow« je za 70.000 prodanih izvodov v Avstraliji s strani organizacije Australian Recording Industry Association prejela platinasto certifikacijo. Poleg tega je pesem zasedla prvo mesto na danski, španski in romunski, eno izmed prvih desetih mest na belgijski, finski, nemški, madžarski, irski, italijanski, nizozemski in norveški lestvici in zaradi uspeha v Evropi zasedla drugo mesto na evropski glasbeni lestvici. V Kanadi so pesem izdali 14. januarja 2004 in na tamkajšnji lestvici zasedla šesto mesto ter tako postala tamkaj najuspešnejša pesem Kylie Minogue.
Zaradi uspeha singla je Kylie Minogue pesem »Slow« izdala tudi v Združenih državah Amerike. Na začetku je založba Capitol Records kot prvi singl z albuma v Združenih državah Amerike nameravala izdati pesem »Cruise Control«, Kylie Minogue pa je vztrajala pri pesmi »Slow«. Pesem »Slow« se v Združenih državah ni prodajala tako uspešno kot drugod, zato so jo nadomestili s pesmijo »Red Blooded Woman«. Pesem »Slow« je postala tretja pesem Kylie Minogue, ki je zasedla prvo mesto Billboardove lestvice Hot Dance Chart Play. Poleg tega je zasedla tudi sedmo mesto Billboardove lestvice Hot Dance Airplay. Kljub temu pa ni požela veliko uspeha na lestvici Billboard Hot 100, kjer je debitirala na triindevetdesetem mestu in tam nazadnje zasedla enaindevetdeseto mesto, na lestvici pa je vsega skupaj ostala le tri tedne.

## Videospot
Videospot za singl so v treh dneh posneli v studiju Piscina Municipal de Montjuïc v Barceloni, Španija, režiral pa ga je Baillie Walsh. Prva dva dneva niso posneli skoraj ničesar, saj je močno deževalo, tako da so lahko videospot končali šele konec tretjega dne. Videospot se prične z moškim, ki se z avtomobilom s ploščade, s katerega se jasno vidi Barcelona, zapelje v bazen. Ko se moški skobaca iz bazena, se videospot osredotoči na Kylie Minogue, ki sedi ob robu bazena v gneči.

## Nastopi v živo
Kylie Minogue je pesem izvedla na naslednjih koncertnih turnejah:
- Showgirl: The Greatest Hits Tour
- Showgirl: The Homecoming Tour
- KylieX2008
- North American Tour 2009
- Aphrodite World Tour (jazz različica/remix Chemical Brothers)

Pesem je izvedla tudi na televizijski specijalki Money Can't Buy (2003).

## Ostale različice
- Bell X1 za album Even Better than the Real Thing Vol. 2
- Mayer/Aguayo za album Kompakt: Total 6
- Tricky za album Knowle West Boy
- Ruski producent Bobina je to pesme ponovno posnel leta 2008, kasneje pa so skupine Cosmonaut, Feel, 4Mal, Grad, Shifted Reality in Ørjan Nilsen posnele remix pesmi.
- Little Boots je odlomke iz pesmi vključil na svojo pesem »Into The Future«.

## Seznam verzij
| CD s singlom 1 | CD s singlom 1            | CD s singlom 1 |
| Št.            | Naslov                    | Dolžina        |
| -------------- | ------------------------- | -------------- |
| 1.             | „Slow‟                    | 3:15           |
| 2.             | „remix‟                   | 4:08           |
| 3.             | „Slow‟ (remix Medicine 8) | 6:57           |

| CD s singlom 2 | CD s singlom 2                | CD s singlom 2 |
| Št.            | Naslov                        | Dolžina        |
| -------------- | ----------------------------- | -------------- |
| 1.             | „Slow‟                        | 3:15           |
| 2.             | „soul remix‟                  | 3:32           |
| 3.             | „Slow‟ (radijski remix Slave) | 10:27          |
| 4.             | „Slow‟ (remix Synth City)     | 5:50           |

| Japonski CD s singlom | Japonski CD s singlom         | Japonski CD s singlom |
| Št.                   | Naslov                        | Dolžina               |
| --------------------- | ----------------------------- | --------------------- |
| 1.                    | „Slow‟                        | 3:15                  |
| 2.                    | „soul remix‟                  | 3:32                  |
| 3.                    | „Slow‟ (remix Medicine 8)     | 6:57                  |
| 4.                    | „Slow‟ (radijski remix Slave) | 6:34                  |
| 5.                    | „Slow‟ (razširjeni remix)     | 6:25                  |

| Ameriški digitalni EP | Ameriški digitalni EP                        | Ameriški digitalni EP |
| Št.                   | Naslov                                       | Dolžina               |
| --------------------- | -------------------------------------------- | --------------------- |
| 1.                    | „Slow‟ (remix Acapella)                      | 3:01                  |
| 2.                    | „Slow‟ (remix Chemical Brothers)             | 3:55                  |
| 3.                    | „Slow‟ (razširjena inštrumentalna različica) | 6:25                  |
| 4.                    | „Slow‟ (razširjeni remix)                    | 6:25                  |
| 5.                    | „Slow‟ (remix Medicine 8)                    | 6:56                  |
| 6.                    | „Slow‟ (radijski remix Slave)                | 6:34                  |
| 7.                    | „Slow‟ (remix Synth City)                    | 5:49                  |

## Dosežki
| Lestvica (2003/2004)                                     | Dosežek |
| -------------------------------------------------------- | ------- |
| Avstralija (ARIA)                                        | 1       |
| Avstrija (Ö3 Austria Top 75)                             | 20      |
| Belgija (Flandrija; Ultratop 50)                         | 9       |
| Belgija (Valonija; Ultratop 40)                          | 26      |
| Kanada (Canadian Hot 100)                                | 6       |
| Danska (Tracklisten)                                     | 1       |
| Evropa (European Hot 100 Singles)                        | 2       |
| Finska (Suomen virallinen lista)                         | 3       |
| Francija (SNEP)                                          | 45      |
| Nemčija (Media Control AG)                               | 8       |
| Madžarska (Mahasz)                                       | 4       |
| Irska (IRMA)                                             | 5       |
| Italija (FIMI)                                           | 6       |
| Nizozemska (Mega Single Top 100)                         | 13      |
| Nova Zelandija (RIANZ)                                   | 9       |
| Norveška (VG-lista)                                      | 4       |
| Španija (PROMUSICAE)                                     | 1       |
| Švedska (Sverigetopplistan)                              | 16      |
| Švica (Schweizer Hitparade)                              | 18      |
| Združeno kraljestvo (Official Chart Company)             | 1       |
| Združene države Amerike (Billboard Hot 100)              | 91      |
| Združene države Amerike (Billboard Hot Dance Club Songs) | 1       |
| Združene države Amerike (Billboard Pop Songs)            | 35      |

| Leto | Država                                                    | Dosežek |
| ---- | --------------------------------------------------------- | ------- |
| 2003 | Avstralija (ARIA)                                         | 59      |
| 2003 | Združeno kraljestvo (Official Chart Company)              | 74      |
| 2004 | Združene države Amerike (Billboard Dance Club Play Songs) | 9       |

| Predhodnik: »Be Faithful« od Fatmana Scoopa skupaj z The Crooklyn Clan               | Prvo mesto na britanski glasbeni lestvici (Official Chart Company) 9. november 2003           | Naslednik: »Crashed the Wedding« od Busted                           |
| Predhodnik: »Rise Up« od Avstralski idol - najboljših 12                             | Prvo mesto na avstralski glasbeni lestvici (ARIA) 9. november 2003                            | Naslednik: »Me Against the Music« od Britney Spears skupaj z Madonno |
| Predhodnik: »Hole in the Head« od Sugababes                                          | Prvo mesto na danski glasbeni lestvici (Tracklisten) 14. november 2003                        | Naslednik: »Me Against the Music« od Britney Spears skupaj z Madonno |
| Predhodnik: »Where Is the Love?« od The Black Eyed Peas skupaj z Justina Timberlakea | Prvo mesto na romunski glasbeni lestvici (Romanian Top 100) 12. januar 2004 – 26. januar 2004 | Naslednik: »Breathe« od Blua Cantrella skupaj Seanom Paulom          |
| Predhodnik: »Give It Up« od Kevina Aviancea                                          | Prvo mesto na ameriški glasbeni lestvici (Billboard Hot Dance Club Play) 28. februar 2004     | Naslednik: »Love's Divine« od Seala                                  |

## Zgodovina izidov
| Država           | Datum             | Založba            | Format | Katalog         |
| ---------------- | ----------------- | ------------------ | ------ | --------------- |
| Velika Britanija | 3. november 2003  | Parlophone Records | CD     | 553 3622        |
| Japonska         | 10. november 2003 | Parlophone Records | CD     | 553 3832        |
| Francija         | 10. november 2003 | Parlophone Records | CD     | 7243 553382 2 8 |
| Kanada           | 13. januar 2004   | Capitol Records    | CD     | 553 3832        |